# Märkisch-Posener Eisenbahn

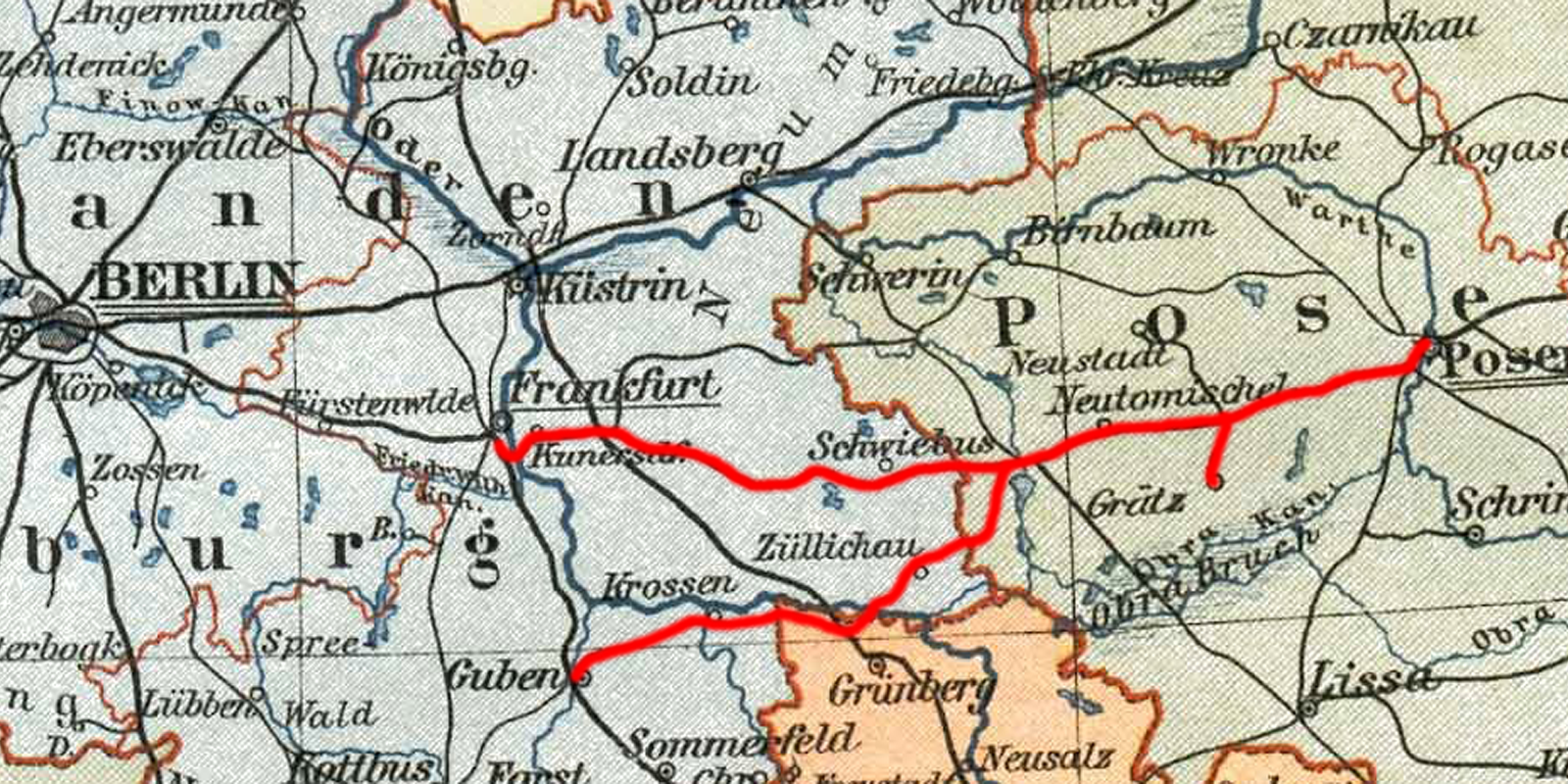
Streckennetz der MPE vor der Verstaatlichung

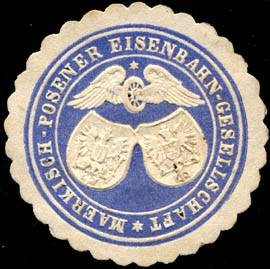
Siegelmarke der Märkisch-Posener Eisenbahn-Gesellschaft

Die Märkisch-Posener Eisenbahn-Gesellschaft (MPE) war eine private deutsche Eisenbahn-Gesellschaft.

## Geschichte
Die Gesellschaft wurde 1866 in Guben an der Neiße gegründet. Sie errichtete in den ehemaligen preußischen Provinzen Brandenburg und Posen ein Schienennetz von 282 Kilometern Länge. Nach dreijähriger Bauzeit wurden am 26. Juni 1870 zwei Strecken eröffnet.
Von der Provinzhauptstadt Posen führte die eine Strecke in westlicher Richtung über Opalenitza, Bentschen und Schwiebus nach Frankfurt an der Oder (173 km). Das größte Streckenbauwerk war die Oderbrücke bei Frankfurt mit 444 Meter Länge. In Bentschen begann ein südlicher Zweig, der südwestlich von Züllichau die Oder überquerte und auf deren linkem Ufer über Crossen die Stadt Guben an der Neiße erreichte (99 km). Dazu kam am 10. Dezember 1881 nur noch eine kleine Ergänzung durch die zehn Kilometer lange Stichbahn von Opalenitza zur Kreisstadt Grätz. Dort gab es mehrere Industriebetriebe und vor allem Brauereien.
Obwohl die Stammstrecke als unmittelbare Verbindung von Posen nach Berlin diente, blieben die Erträge der Bahn hinter den Erwartungen zurück. So fiel es ihr nicht schwer, den Wünschen der Preußischen Staatsbahn zu entsprechen, die am 1. Mai 1882 die Betriebsführung der MPE übernahm und am 1. Januar 1883 voller Eigentümer wurde. Die Gesellschaft löste sich danach auf.

## Strecken
- Posen–Bentschen–Frankfurt (Oder)
- Bentschen–Crossen (Oder)–Guben
- Opalenitza–Grätz